# Andreï Lomakine
Temple de la renommée russe : 2014
Andreï Viatcheslavovitch Lomakine - en russe Андрей Вячеславович Ломакин et en anglais Andrei Lomakin - (né le 3 avril 1964 à Voskressensk en URSS - mort le 9 décembre 2006 à Détroit aux États-Unis) est un joueur professionnel russe de hockey sur glace.

## Carrière de joueur
En 1981, il commence sa carrière avec le Khimik Voskressensk. Il a été champion d'URSS avec le Dynamo Moscou en 1990 et 1991. Il est choisi en 1991 au cours du repêchage d'entrée dans la Ligue nationale de hockey par les Flyers de Philadelphie en 7e ronde, en 138e position. Il rejoint alors la LNH. Il a également porté les couleurs des Panthers de la Floride avant de revenir en Europe. Il a joué dans la LNA Suisse et en DEL. En 1997, il met un terme à sa carrière après une fin de saison avec les Lions de Francfort. Il meurt d'un cancer en 2006.

## Carrière internationale
Il a représenté l'URSS En équipe nationale de 1987 à 1991 pour un bilan de 79 sélections et 14 buts. Il est champion olympique en 1988 et médaillé de bronze au championnat du monde 1991.

## Statistiques

### En club
| Saison     | Équipe                 | Ligue      |     | Saison régulière | Saison régulière | Saison régulière | Saison régulière | Saison régulière |    | Séries éliminatoires | Séries éliminatoires | Séries éliminatoires | Séries éliminatoires | Séries éliminatoires |
| Saison     | Équipe                 | Ligue      | PJ  | B                | A                | Pts              | Pun              | PJ               | B  | A                    | Pts                  | Pun                  |                      |                      |
| 1982-1983  | Khimik Voskressensk    | URSS       | 6   | 15               | 8                | 23               | 32               |                  |    |                      |                      |                      |                      |                      |
| 1983-1984  | Khimik Voskressensk    | URSS       | 44  | 10               | 8                | 18               | 26               |                  |    |                      |                      |                      |                      |                      |
| 1984-1985  | Khimik Voskressensk    | URSS       | 52  | 13               | 10               | 23               | 24               |                  |    |                      |                      |                      |                      |                      |
| 1985-1986  | Dynamo Moscou          | URSS       |     |                  |                  |                  |                  |                  |    |                      |                      |                      |                      |                      |
| 1986-1987  | Dynamo Moscou          | URSS       | 40  | 15               | 14               | 29               | 30               |                  |    |                      |                      |                      |                      |                      |
| 1987-1988  | Dynamo Moscou          | URSS       | 45  | 10               | 15               | 25               | 24               |                  |    |                      |                      |                      |                      |                      |
| 1988-1989  | Dynamo Moscou          | URSS       | 44  | 9                | 16               | 25               | 22               |                  |    |                      |                      |                      |                      |                      |
| 1989-1990  | Dynamo Moscou          | URSS       | 48  | 11               | 15               | 26               | 36               |                  |    |                      |                      |                      |                      |                      |
| 1990-1991  | Dynamo Moscou          | URSS       | 45  | 16               | 17               | 33               | 22               |                  |    |                      |                      |                      |                      |                      |
| 1991-1992  | Dynamo Moscou          | URSS       | 2   | 1                | 3                | 4                | 2                |                  |    |                      |                      |                      |                      |                      |
| 1991-1992  | Flyers de Philadelphie | LNH        | 57  | 14               | 16               | 30               | 26               | --               | -- | --                   | --                   | --                   |                      |                      |
| 1992-1993  | Flyers de Philadelphie | LNH        | 51  | 8                | 12               | 20               | 34               | --               | -- | --                   | --                   | --                   |                      |                      |
| 1993-1994  | Panthers de la Floride | LNH        | 76  | 19               | 28               | 47               | 26               | --               | -- | --                   | --                   | --                   |                      |                      |
| 1994-1995  | Panthers de la Floride | LNH        | 31  | 1                | 6                | 7                | 6                | --               | -- | --                   | --                   | --                   |                      |                      |
| 1995-1996  | HC Fribourg-Gottéron   | LNA        | 8   | 3                | 3                | 6                | 10               | 4                | 0  | 5                    | 5                    | 4                    |                      |                      |
| 1995-1996  | Eisbären Berlin        | DEL        | 26  | 21               | 14               | 35               | 30               |                  |    |                      |                      |                      |                      |                      |
| 1996-1997  | Eisbären Berlin        | DEL        | 30  | 7                | 8                | 15               | 10               |                  |    |                      |                      |                      |                      |                      |
| 1996-1997  | Frankfurt Lions        | DEL        | 12  | 3                | 4                | 7                | 10               | 3                | 0  | 0                    | 0                    | 0                    |                      |                      |
| Totaux LNH | Totaux LNH             | Totaux LNH | 215 | 42               | 62               | 104              | 92               |                  |    |                      |                      |                      |                      |                      |